# DKW F8

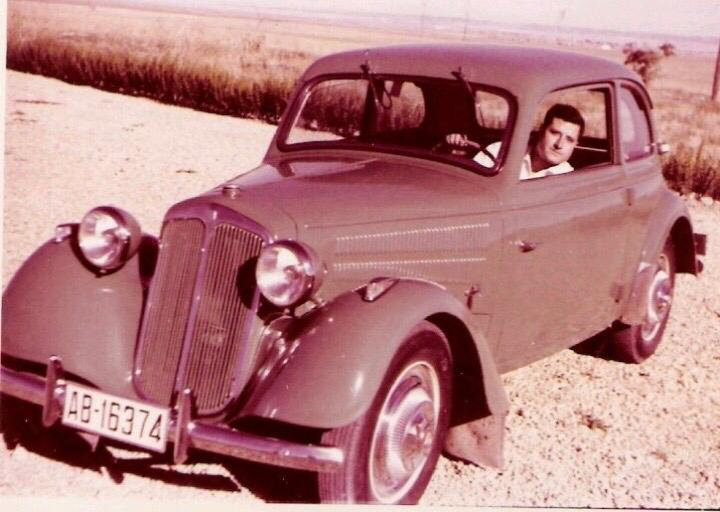

La berlina DKW F8 de tracción delantera con motor de dos tiempos se introdujo en 1939.  El F8 era un poco más corto que su predecesor a pesar de tener una distancia entre ejes ligeramente mayor. El modelo base, conocido como Reichsklasse, en español «Clase Imperial», se fabricó solo hasta 1940, pero el sedán Meisterklasse, en español «Clase Maestra», continuó en producción hasta 1942. Además de las berlinas, se ofrecieron versiones descapotables.

## Antecedentes
Los automóviles DKW se fabricaron desde 1928 hasta 1966. Siempre usaron motores de dos tiempos y, desde 1931, la empresa fue pionera en tracción delantera y motor transversal. Los autos más conocidos fabricados por DKW antes de la Segunda Guerra Mundial,  teniendo nombre de modelo F1 a F8 (F para el frente), tenían tracción delantera y un motor de dos cilindros montado transversalmente. El desplazamiento fue de 600 o 700 cc, la potencia fue de 18 a 20 CV. El DKW F8 presenta una innovación con un generador que se duplica como un arranque automático, que se montó directamente en el cigüeñal. Esto se conoce como Dynastart.
El F8 había reemplazado al DKW F7 después de solo dos años de vida útil. Los pequeños DKW se encontraban entre los autos pequeños más vendidos en Alemania durante la década de 1930, y el reemplazo regular del modelo fue parte de la exitosa estrategia de marketing de Auto Union, y al igual que todos los DKW pequeños de la década de 1930, el F8 presentaba tracción delantera, que en esta etapa era inusual, y que puede verse como profética.

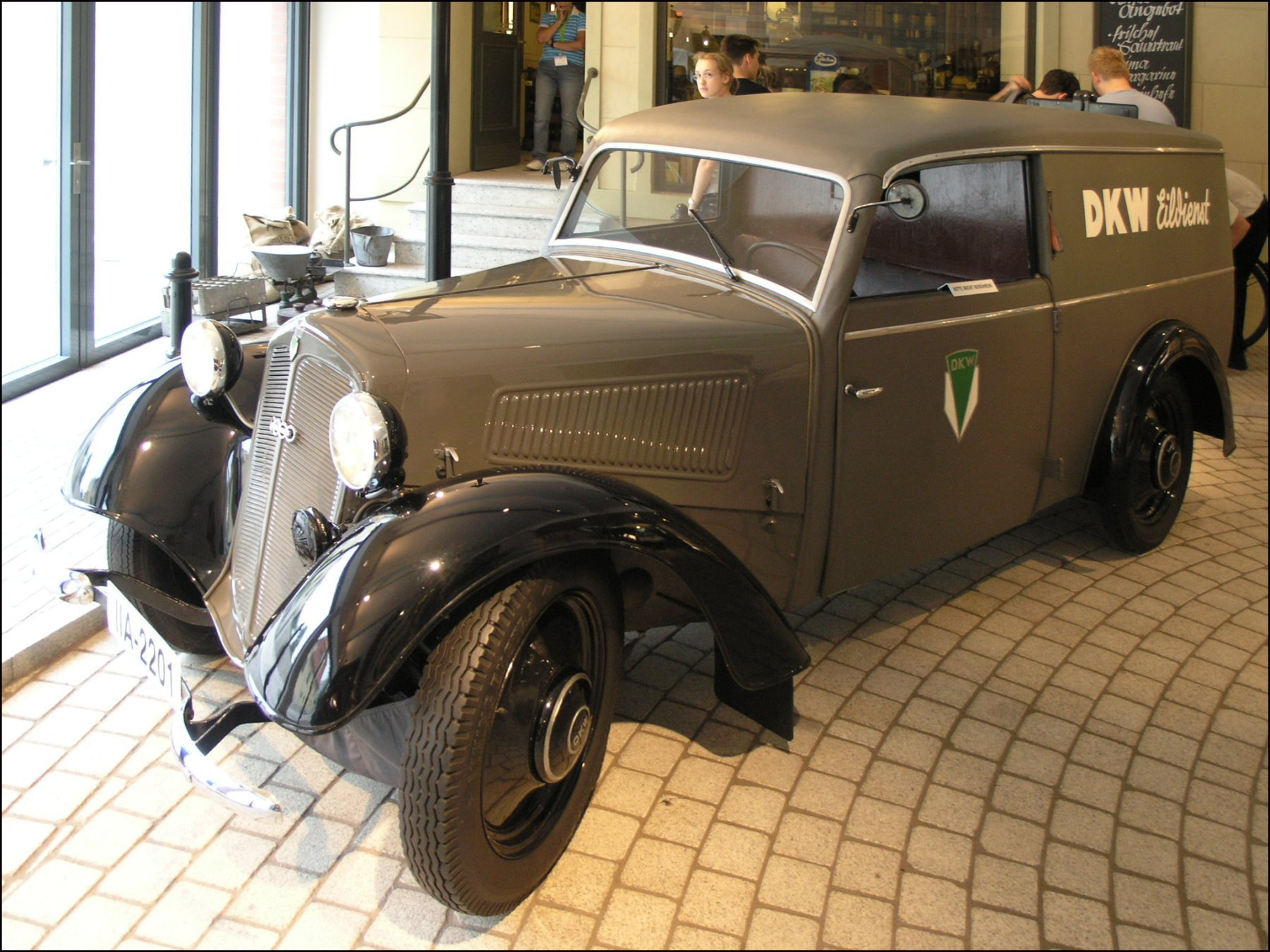
DKW F8 Furgoneta
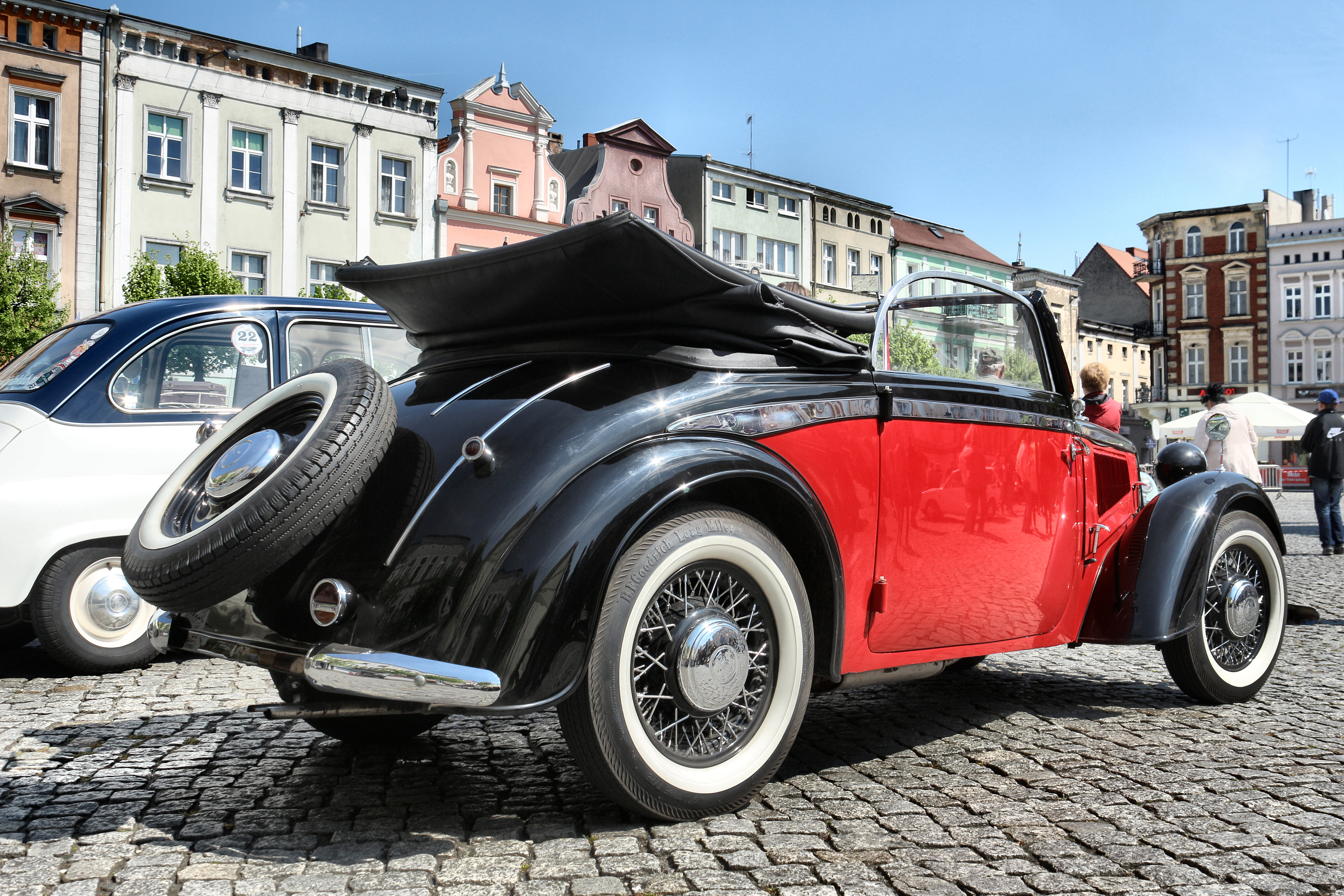
DKW F8 cabriolé
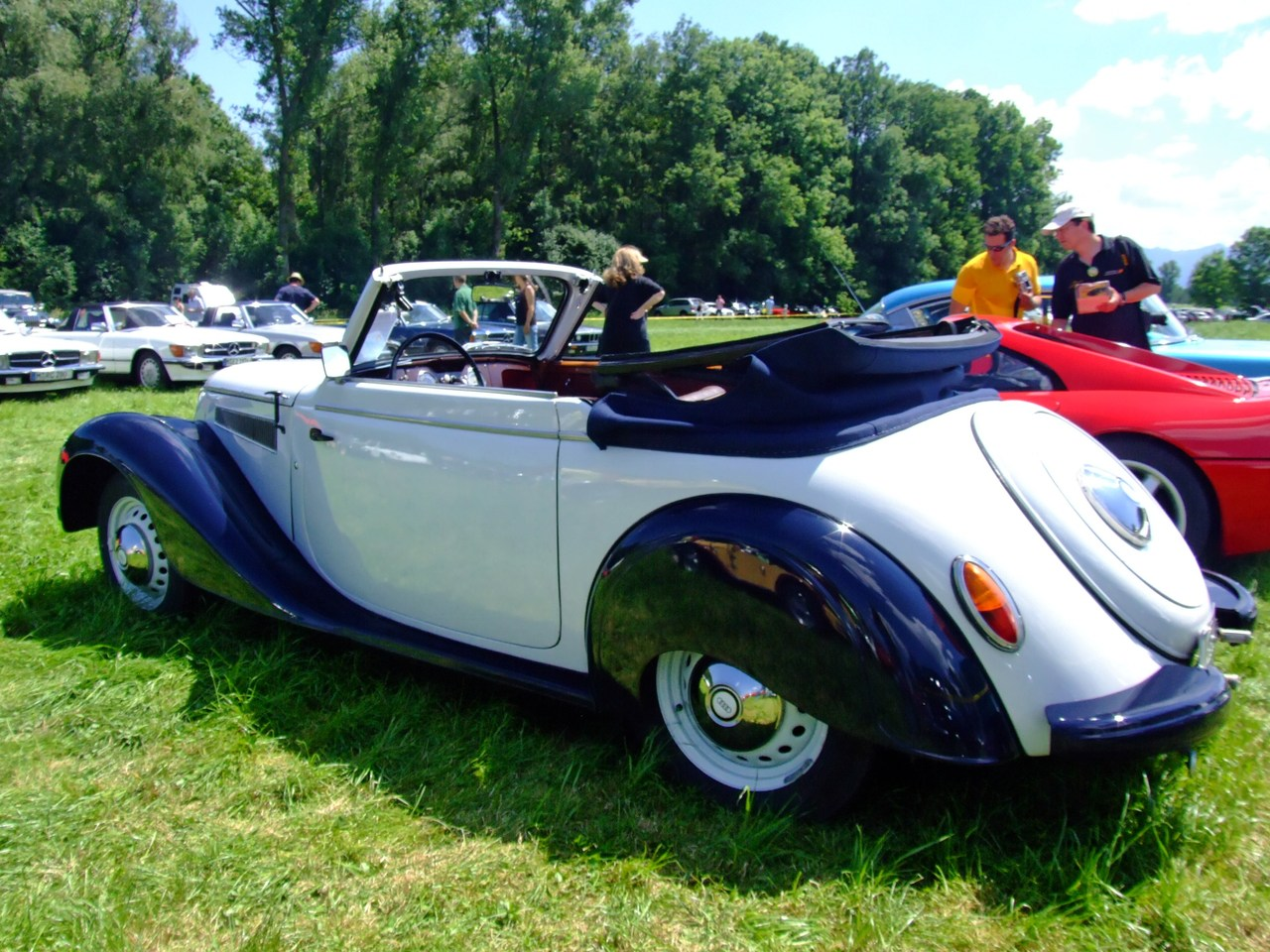
DKW F8 cabriolé Luxus
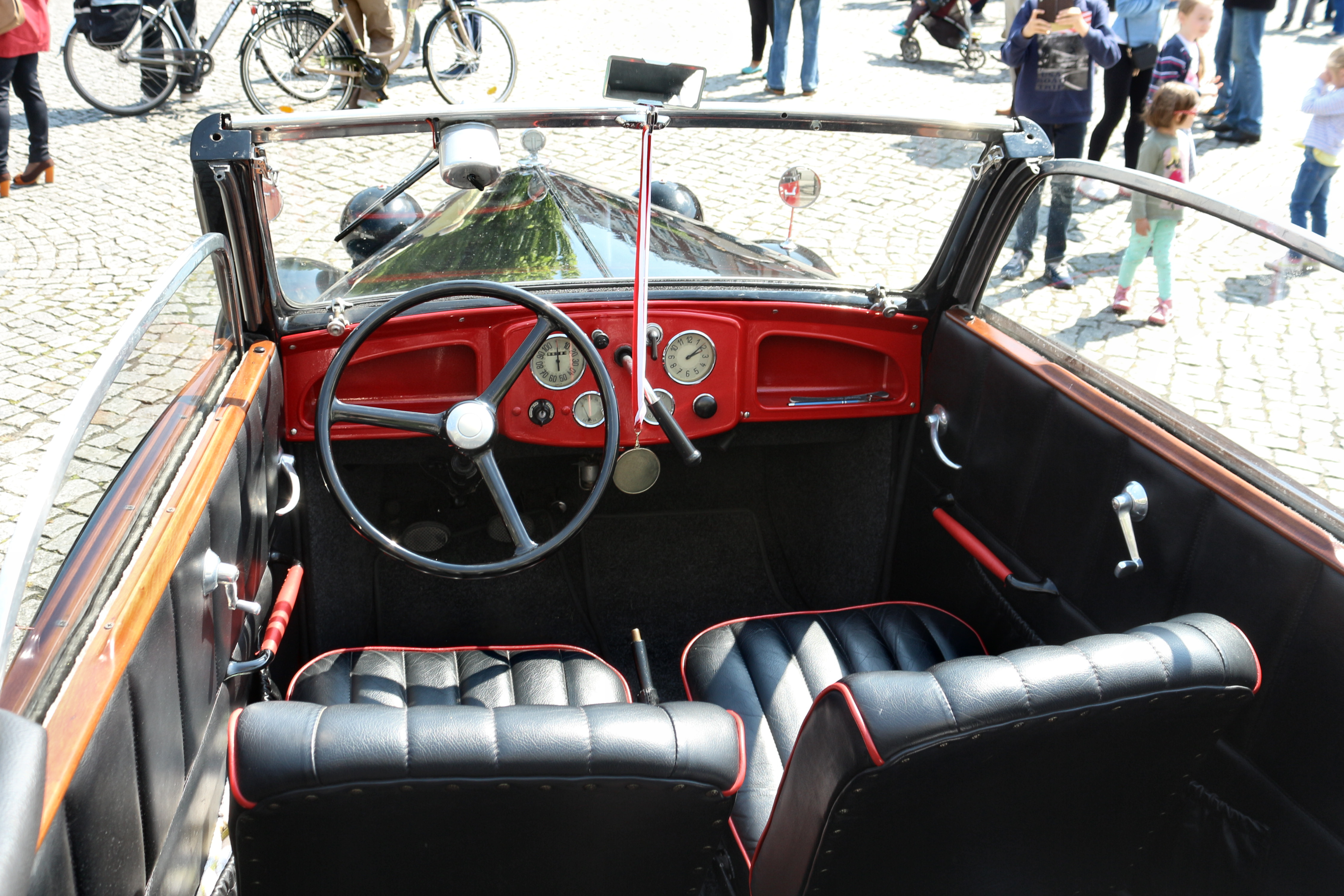
DKW F8 cabriolé, interior

## Opciones del motor
El modelo base de la «clase imperial» tenía un motor bicilíndrico de dos tiempos de su predecesor, pero taladraron fraccionalmente el diámetro del cilindro. La capacidad del motor era ahora de 589 cm³ con una potencia de 18 bhp (13.2 kW) y una velocidad máxima de 80 km/h (50 mph).
La versión «master class» del DKW F8 heredó así el motor de configuración similar de 692 cm³ de su predecesor con una potencia de 20 bhp (14.7 kW) y una velocidad máxima de 85 mph (53 mph). Fue este motor más grande que reaparece en el IFA F8 en 1948.
La potencia se entrega a las ruedas delanteras mediante una caja de cambios manual de tres velocidades con un mecanismo de rueda libre bloqueable en las tres relaciones. El motor se arranca utilizando un dispositivo Dynastart, que era una combinación de arranque automático y alternador.

## IFA F8
Después de la guerra, el automóvil reapareció en 1948 como el IFA F8, de la planta de Zwickau que ahora operaba bajo control soviético. La fábrica y la operación se reorganizaron como Volkseigener Betrieb (o «Empresa de propiedad estatal») Automobilwerke Zwickau (AWZ), en español Plantas de automoción Zwickau. El F8 continuó en producción en Zwickau hasta aproximadamente 1955: además de las carrocería sedán y descapotable, varios tipos de carrocería fueron disponibles después de la guerra cuales incluían una furgoneta  y una rural.